# 特蘭斯凱
特蘭斯凱共和國，通稱特蘭斯凱，是一個位於南非東開普省的地區，在1976年至1994年期間為未被承認的國家。特蘭斯凱是班圖斯坦（為特定種族人士預留的區域），並作為一個名義上獨立的議會民主制國家來運作。其首都為烏姆塔塔（於2004年改名為姆塔塔）。
特蘭斯凱是南非種族隔離政策與“分開發展”的重要先例以及歷史性轉折點；是四個名義上為獨立國家的班圖斯坦當中首個宣布“獨立”於南非的。在特蘭斯凱存在期間，其始終是一個未被國際承認、外交孤立以及政治不穩定的事實上一黨制國家。特蘭斯凱曾經一度中斷與南非間的關係，而南非則是唯一承認其為法律實體的國家。1994年，特蘭斯凱重新併入南非，成為東開普省的一部分。

## 歷史

### 建立
南非政府將該地區設為開普省科薩人的兩個“家園”之一，另一個為西斯凱；在1963年，特蘭斯凱獲得名義上的自治權。雖然第一次選舉受到民主黨的質疑，民主黨的創始人維克托·波托反對班圖斯坦獨立的概念，而選舉最終亦由該黨勝出，但政府卻是由特蘭斯凱國家獨立黨組成的。在地區議會的109名議員當中，45名議員由選舉選出，而另外64名議員則由官守議員擔任。
特蘭斯凱於1976年成為名義上獨立的國家，其首都位於烏姆塔塔（今姆塔塔），起初該實體僅獲南非承認，而後來則獲“特博文西四國”其他名義上獨立的班圖斯坦承認。凱澤·達利沃恩加·馬坦齊馬酋長擔任特蘭斯凱總理到1979年，其後他轉為擔任總統職務直至1986年為止。

#### 國際反應
南非總理巴爾薩澤·約翰內斯·沃斯特透過提及每個人都有完全控制自己事務的權利來證明“特蘭斯凱的獨立宣言是正確的”，並希望“特蘭斯凱及其領導人在未來的道路上獲得上帝最豐富的祝福”。
非洲人國民大會當時發布的新聞稿拒絕承認特蘭斯凱的獨立，並譴責其“旨在鞏固種族隔離的非人道政策”。在第三十一屆會議期間，聯合國大會在A/RES/31/6 A號決議中將特蘭斯凱的“假獨立”稱為“無效”，重申其實際是南非包裝下的“種族主義政權”，並呼籲“所有政府拒絕以任何形式承認所謂獨立的特蘭斯凱”。一篇在《時代雜誌》發表的文章認為，儘管在理論上，特蘭斯凱宣布獨立為“自由黑人國家”，但馬坦齊馬卻是統治一黨制國家的獨裁者。他禁止本地反對黨，並以南非政府補貼的價格為自己和家人購買農田。
1976年，馬坦齊馬出版了《我的獨立方式》，他在這本書指出真正的解放只能透過黑人國家聯盟來獲得；他將特蘭斯凱形容為一個積極的先例，並認為非國大選擇的解放鬥爭不會成功。
聯合國安理會支持不承認特蘭斯凱的舉動，並在第402號決議（1976年）中譴責南非透過關閉與萊索托的邊界來迫使萊索托承認特蘭斯凱。

### 陷入困境
在特蘭斯凱存在期間，其經濟始終依賴於較大的鄰國，當地人口被招募成為南非蘭德礦山的工人。
1978年4月10日，由於領土爭端，馬坦齊馬宣布特蘭斯凱將中斷與南非的所有外交關係，包括單方面退出兩國政府之間的互不侵犯條約，並下令借調到特蘭斯凱軍隊的所有南非防衛軍軍人都應該離開。這形成了一個國家拒絕與唯一承認其地位的國際公認國家打交道的獨特情況。很快，馬坦齊馬就因為特蘭斯凱依賴南非的經濟援助而退縮。
在馬坦齊馬統治期間，他任意逮捕國家官員和記者；在1979年底，馬坦齊馬以“侵犯總統尊嚴與傷害其聲譽”為由拘留了新成立的民主進步黨的領導人——即泰姆布人國王以及種族隔離反對者薩巴塔·達林岱波。達林岱波流亡至贊比亞，這舉動標誌著特蘭斯凱官方反對黨政治的終結，在1981年選舉中，執政的特蘭斯凱國家獨立黨再次當選，獲得100%民選議席。
1986年2月20日，面對南非指控他的腐敗證據，馬坦齊馬被迫退休，轉為擔任總統。馬坦齊馬的兄弟喬治接替他成為特蘭斯凱總理。在一段時間內，凱澤·馬坦齊馬仍然被視為特蘭斯凱的實際統治者，但很快兩人之間就出現不和，1987年，凱澤被暫時扣留在特蘭斯凱監獄內；獲釋後，他被限制留在加馬塔內。
長期以來，作為一個更大、更富裕以及更多人口的實體，特蘭斯凱一直尋求吞併西斯凱，1987年，為了迫使兩個班圖斯坦合併，特蘭斯凱對西斯凱進行了一系列軍事襲擊，試圖控制西斯凱，並攻擊領導人倫諾克斯·塞貝家中的大院，目標明顯是將他當作人質。南非政府對此事進行干預，以警告特蘭斯凱政府。
1987年10月，特蘭斯凱防衛軍的班圖·霍羅米薩將軍迫使總理喬治·馬坦齊馬辭職與流亡，然後又在同年12月推翻了馬坦齊馬的繼任者——總理斯特拉·希喬。霍羅米薩成為國家元首，從那時起，特蘭斯凱就實際上與非洲人國民大會結盟，並為非國大的活動提供了一個相對安全的區域。1990年，霍洛米薩本人避開了一次失敗的政變，當他被問及對手的下場時，霍洛米薩聲稱他們在隨後與特蘭斯凱防衛軍士兵的戰鬥中死亡。後來，那些對失敗政變負有責任的人被發現只是受了輕傷，但他們之後未經審判就被處決。

### 解散
特蘭斯凱政府參與了新南非的多黨談判會議。1994年4月27日，特蘭斯凱重新併入南非，成為東開普省的一部分。

## 政府與政治
在名義上，特蘭斯凱共和國是一個議會民主制國家，允許建立多黨制。在特蘭斯凱存在期間，有六個不同的政黨分別在不同時段登記參加選舉。直至1987年軍事政變為止，特蘭斯凱國家獨立黨一直是執政黨，而特蘭斯凱人民自由黨則為官方反對黨。由於特蘭斯凱人民自由黨的創始人克倫威爾·迪科曾經是執政黨黨員，而且持續支持總統馬坦齊馬的政策，這使人們普遍認為，馬坦齊馬本人給人一種自由選舉的印象，但實際上並沒有選舉。至於其他存在的政黨則從未在議會中擁有任何代表。
根據《特蘭斯凱憲法》，議會由總統聯同國民議會組成，其法律和立法決定不受司法覆核的影響。其中75名議員是通過將特蘭斯凱領土劃分為各區，由每區內的人民投票選出。而其餘議員則為未經選舉的最高酋長以及當然首領，他們管理下的每個區的人數均會被載入憲法。

### 公民
隨著共和國建立，國家公民是由持有特蘭斯凱前領土公民身份的人組成。由於《特蘭斯凱憲法》是具有法律約束力，因此個人在此事上別無選擇；對於未來，憲法提出了血統主義以及屬地主義兩種公民身份法規以供選擇。無論一個人的出生地在哪裡，公民身份都是遵從父系制度而形成的；此外，在共和國境內出生的任何個人都有資格獲得公民身份，但不包括其父親持外交豁免權，或者是被視為非法移民且其母親為非公民的人。在出生時，公民不允許持有雙重國籍，在法律上放棄一個人的公民身份是可行的，但在大多數情況下卻會使個人成為無國籍人士。實際上，儘管存在例外，但該法規創造了幾乎同質的科薩族人口。

### 國旗
特蘭斯凱國旗是三色旗。顏色（從上到下）為紅赭色、白色以及綠色。

## 地理與人口

特蘭斯凱地形圖。

特蘭斯凱由三個不連續的部分組成，總面積為45,000平方（17,000平方英里）。北部與烏姆塔威納河接壤，而南部則與大凱河接壤，面積最大的主要部分與印度洋以及德拉肯斯堡山脈接壤，至於包括內陸國家萊索托在內的部分地區則作為其東部與西部邊界。另外兩個較小的部分位於南非內陸，與主要部分分隔開。其中一個較小部分位於西北部，毗鄰沿著萊索托西南部的奧蘭治河，而另一個則位於東部的烏姆濟姆庫盧地區，每個地區都反映了殖民地時期指定的部落地區，當中科薩人佔主導地位。該地區大部分為山區，不適合農業。
導致特蘭斯凱與南非兩國關係破裂的領土爭議是一塊名為東格里夸蘭的領土（其位於特蘭斯凱的主要部分與東部之間，其北部邊界位於萊索托邊境）。南非將東格里夸蘭置於開普省管轄，而不是特蘭斯凱，從而使其成為開普省的一塊飛地。
大多數人口說科薩語，根據《特蘭斯凱共和國憲法》，科薩語是唯一的官方語言，唯法律必須翻譯成塞索托語與英語才能生效，而南非語則允許用於法庭訴訟及其他行政目的。此外，特蘭斯凱北部成千上萬的居民會說一種混合恩古尼語與塞索托語的小型語言，名為普地語。
關於居民人數的數據存在衝突。根據南非百科全書，在1960年至1970年間，特蘭斯凱的總人口從2,487,000人增加到3,005,000人。在1982年，估計人口的數字約為2,300,000人，當中約有400,000名公民永久居於境外。擁有歐洲血統的人數不足10,000人，整個人口的城市化率約為5%。

## 安全部隊
特蘭斯凱防衛軍於1976年10月成立，規模約2,000人，其中包括一個步兵營以及一個有兩輛輕型運輸車與兩架直升機的空軍聯隊。直至1993年，部隊人數已增加到4,000人。南非防衛軍提供初步培訓，儘管外交孤立，但特蘭斯凱政府還是接受了以色列反叛亂專家的建議與合作。Armscor/Krygkor是其主要的武器供應商。
在中斷與南非的所有外交關係後，總統馬坦齊馬宣布一個未具名法國財團的國際機場建設計劃，以便“來自其他國家的武器與部隊”進入特蘭斯凱的同時，亦不會觸及南非的土地，但他沒有詳細說明這些資源的來源。
在1994年解散前的最後幾天，特蘭斯凱警方共有4,993名警察，在全境共61個警察局內展開工作。
隨著特蘭斯凱於1994年解散，特蘭斯凱防衛軍及特蘭斯凱警察分別被併入南非國防軍及南非警察局。